# Bagodares castra
Bagodares castra es una especie de polillas de la familia Geometridae. La especie fue descrita por primera vez por Edward Dukinfield Jones habiendo sido descrita en 1921, con distribución en Brasil. Los sintipos de la epecie fueron descritos a nivel de Castro (Paraná).